# Mitsuki
Mitsuki (ミツキ 'Mitsuki'?) es un personaje ficticio creado por Masashi Kishimoto. Fue presentado por primera vez en el manga derivado de Naruto titulado Naruto: The Seventh Hokage and the Scarlet Spring (2015), retratado como un estudiante que fue transferido a Konohagakure para convertirse en un ninja de alto nivel. Tras los eventos de la película Boruto: Naruto the Movie (2015), Mitsuki se convirtió en uno de los personajes principales junto con Boruto Uzumaki y Sarada Uchiha en el manga de Ukyō Kodachi y Mikio Ikemoto titulado Boruto: Naruto Next Generations (2016), y su precuela de anime, en el cual se muestra cómo se hizo amigo de Boruto mientras se enfrentaba a diferentes enemigos. Durante una escena poscrédito de Boruto: Naruto the Movie, se reveló que Mitsuki es un experimento creado por un hombre llamado Orochimaru, al cual se le permitió tomar su propio camino en la vida.
Durante la realización de la película Boruto y la serie de anime, Hiroyuki Yamashita se encargó de desarrollar el personaje a pesar de su poca participación en la película. La recepción crítica a Mitsuki ha sido mixta. Si bien su papel en la película de Boruto fue criticado por su falta de desarrollo, tanto su historia de fondo retratada en el one-shot como su papel en Boruto: Naruto Next Generations fueron elogiados por agregar profundidad a su personaje, a pesar de que seguía siendo un niño misterioso.

## Creación y concepción

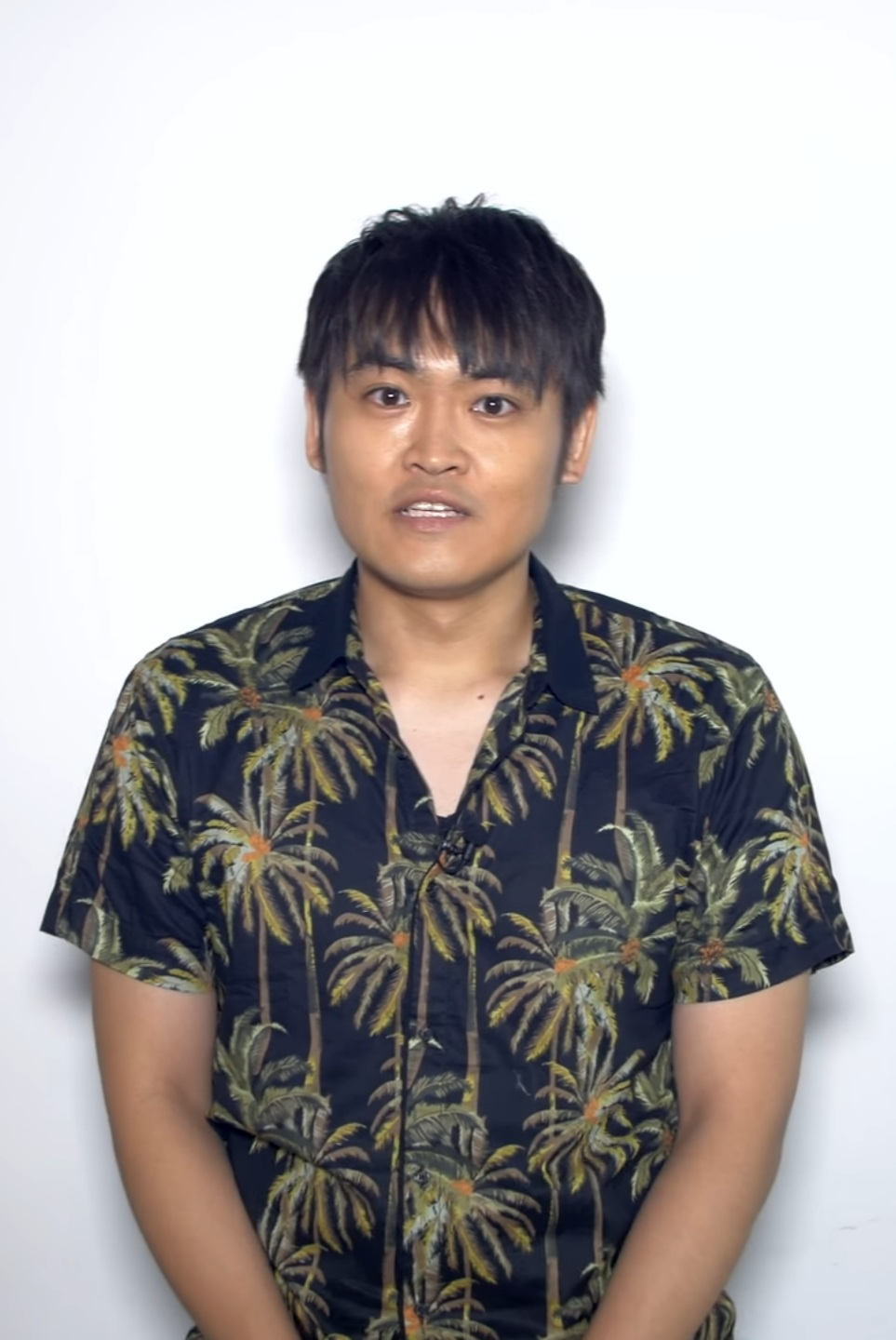
Ryūchi Kijima, seiyū de Mitsuki.

Masashi Kishimoto diseñó a Mitsuki para proporcionar pistas a su linaje a través de sus rasgos con temas de serpientes, como sus ojos. Originalmente tenía una peinado tipo Bob hasta los hombros, pero el autor decidió cambiar su cabello para que se vea más atractivo, dándole un peinado corto y blanco. Mitsuki fue dibujado con un Kimono con mangas largas. En lugar de hacer que el atuendo sea casual, Kishimoto lo hizo adecuado para la guerra al ocultar las manos de Mitsuki en el diseño, lo que dificulta que las personas conozcan sus intenciones a la hora de un combate. También fue dibujado con una bolsa de herramientas ninja, que es más larga que las bolsas normales, la cual se encuentra en el cierre de su faja.
El director del anime de Boruto, Hiroyuki Yamashita, comentó sobre el papel de Mitsuki en la película, diciendo que era mucho más un personaje gentil. Después de leer la propia historia del personaje, Yamashita sintió que la imagen de Mitsuki se solidificó. Después de la primera proyección, hubo una escena que mostró la verdadera forma de Mitsuki, y el director recordó que todos estaban conmocionados por ella. Esa fue la primera vez que pensó, «parece que (Mitsuki) podría ser intrigante». Después, recordó haber sido alabado por Kishimoto, pero Yamashita señaló que no había sentido ninguna satisfacción. En la realización de la película de Boruto, la guía de personajes describió a Mitsuki como «Un enigma envuelto en muchos misterios. Un niño con una expresión compuesta... Su cabello blanco ligeramente largo tiene una ondulación». Una vez que comenzó el anime Boruto: Naruto Next Generations, el director dijo que, aunque al principio Mitsuki y Sarada Uchiha eran solo compañeros de clase, los dos tendrían «una relación más desarrollada de ahora en adelante».
El actor de voz japonés de Mitsuki, Ryūichi Kijima, declaró que el personal le había pedido que sonara sin emociones. Sin embargo, Kijima le dio una caracterización más notable, citando su dinámica con Boruto ya que Mitsuki tiende a ayudarlo. En el doblaje en inglés, Robbie Daymond interpreta a Mitsuki, y comentó que está muy honrado de poner su voz para el personaje. Daymond y los otros actores de doblaje en inglés de Boruto estaban agradecidos de interpretar a los personajes dado lo grande que es la franquicia.

## Apariciones
Mitsuki hace su primera aparición en el manga spin-off de Naruto titulado Naruto: El Séptimo Hokage y la primera escarlata (2015), como un niño que entrena para convertirse en un ninja de alto nivel. Por los eventos ocurridos en la película Boruto: Naruto the Movie (2015), Mitsuki aparece convertido en Genin, un ninja de bajo rango, que hace equipo con Boruto Uzumaki y Sarada Uchiha, y el cual está liderado por Konohamaru Sarutobi. En la película, el equipo participa en los Exámenes Chunin, para dejar de ser Genins. Después de la escena posterior a los créditos, Mitsuki le confiesa a Boruto y a Sarada que él es el hijo del ninja renegado Orochimaru, lo cual sorprende mucho a Sarada.
La historia de trasfondo de Mitsuki se explora en Naruto Gaiden: El camino iluminado por la luna llena (2016), donde se revela que Mitsuki es un humano artificial creado por Orochimaru para su uso en experimentos. A pesar de esto, Mitsuki decide abandonar a su maestro y creador y se dirige hacia Konohagakure para encontrarse con Boruto, a quien considera su «sol». Mitsuki puede extender sus extremidades usando chakra para dislocar sus articulaciones. La serie de manga Boruto: Naruto Next Generations (2016) de Ukyō Kodachi y Mikio Ikemoto comienza volviendo a contar los eventos de la película, pero luego Mitsuki y Sarada rechazan una misión ninja para salvar a Boruto de un asesino. El capitán de su equipo desaparece en una misión encubierta, y sus superiores envían a Boruto, Sarada y Mitsuki a buscarlo.
La serie de anime Boruto: Naruto Next Generations (2017) se muestra cómo Mitsuki ingresa a la academia ninja y se hace amigo de Boruto y de otros niños que se entrenan para convertirse en ninjas. Durante la serie, Mitsuki ayuda a Boruto a encontrar al criminal detrás de los ataques destinados a contaminar los chakras de las personas. En un arco siguiente, Mitsuki realiza un viaje a Kirigakure donde se une a los ninjas de la Niebla y sus aliados para tratar de detener una rebelión liderada por los nuevos siete espadachines ninjas. Después de este arco, Mitsuki declara que se convertirá en un ninja para seguir a Boruto, sintiendo que su encuentro con él ha cambiado su forma de ver la vida. Posteriormente de este arco, Mitsuki y sus amigos se convierten en ninjas después de pasar una prueba, y él, Boruto y Sarada forman el nuevo «Equipo 7» bajo el liderazgo de Konohamaru Sarutobi.
Además del manga y el anime, Mitsuki aparece en las novelas ligeras de Boruto. También es un personaje jugable en el juego de luchas Naruto Shippūden: Ultimate Ninja Storm 4 (2016). Él aparece en una OVA, donde el Equipo Konohamaru es enviado para detener a un aparente ladrón. Y también es un personaje jugable en el videojuego Naruto to Boruto: Shinobi Striker (2018).